# Onthophagus rubicundulus
Onthophagus rubicundulus är en skalbaggsart som beskrevs av Macleay 1871. Onthophagus rubicundulus ingår i släktet Onthophagus och familjen bladhorningar. Inga underarter finns listade i Catalogue of Life.